# 日本労働組合総連合会
日本労働組合総連合会（にっぽんろうどうくみあいそうれんごうかい、英語：Japanese Trade Union Confederation）は、日本の労働組合におけるナショナルセンターである。略称は、連合（れんごう）、JTUC。
国際労働組合総連合（ITUC）に加盟している。
全日本自治団体労働組合（自治労）や日本教職員組合（日教組）など日本官公庁労働組合協議会（官公労）が中心の日本労働組合総評議会（総評）（日本社会党系）、民間産別主体の全日本労働総同盟（同盟）（民社党系）の2大ナショナルセンターを含めた4つのナショナルセンターが合同することで誕生した日本最大の労働組合のナショナルセンター。

## 沿革
日本の戦後の労組の歴史とは、官民統一した単一のナショナルセンターの設立を目指しながらも「東（共産主義）」対「西（自由主義）」などイデオロギーの対立による離合離集の歴史であった。
1948年に産別会議が設立された。しかし、加盟組合から、一部執行部を通じた産別会議への日本共産党の支配や介入に対する疑問が広がり、民主的運営を求める組合役員が「民主化同盟」を名乗り、同年に「産別民主化同盟」を結成・産別会議から脱退し、「全国産業別労働組合連合（新産別）」を発足した。そして、1950年に設立された日本労働組合総評議会でも、当初の結集軸は「国際自由労連への加盟」だったが、翌年に社会党左派と連携する高野実のトップ就任で経済闘争よりも政治闘争に比重を置くという組織運営の左旋回で、非左派系労組の離脱が起きた。

### 4大労組の成立と各対立
1960年代になると、社会党系の日本労働組合総評議会（総評。社会党左派を支持する官公労中心の労働組合。党内右派である西尾派・河上派は民主社会党を結成したものの、河上派の残存グループの社会党右派支持を僅かに含む）、総評の左傾化による離脱者らが1964年に結成した労使協調志向の民社党系の全日本労働総同盟（同盟）、中間派だった中立労働組合連絡会議（中立労連）、組合民主主義による日本共産党介入反対・第三勢力論を掲げた新産別の労働4団体が存在した。これら4つが統一したことで結成された。
1986年の「日本社会党の新宣言」採択まで、長くマルクス・レーニン主義を掲げ、自衛隊違憲・解消、日米安保反対、非武装中立、日の丸・君が代反対、脱原発を主張した社会党系の総評（公務員労組中心、日教組・自治労、国労など）と、民主社会主義と反共を掲げ、自衛隊や日米安保、日の丸・君が代、原発に賛成していた民社党系の同盟（民間労組中心）とは水と油の関係であった。そのため、基本政策のすり合わせをしないままに行われた統一でもあった。
当該4団体等による「労働戦線統一」の動きは、1982年12月14日の全日本民間労働組合協議会（全民労協。初代議長は竪山利文・電機労連委員長）の結成により大きく進展した。
全民労協が1986年11月の第5回総会で翌年秋の連合体移行を確定したことを受け、まず同盟が1987年1月の第23回年次大会で解散方針を決定し、総評、中立労連、新産別の3団体も秋までに「連合」への合流を決定した。
1987年11月19日、同盟と中立労連が解散し、翌日11月20日に55産別、組合員539万人を集めた全日本民間労働組合連合会（全民労連、「連合」。 初代会長、竪山利文）が発足した。 新産別も1988年10月に解散して合流する。 総評は翌1989年9月の第81回定期大会で11月解散を最終的に確認した。日教組も1989年9月の定期大会で連合加盟を決定した。
1989年11月21日、東京厚生年金会館で日本労働組合総連合会の結成大会を開き、初代会長に情報通信産業労働組合連合会（情報通信労連）委員長、山岸章を選出した。 総評系産別を加えて78産別、組合員約800万人を結集させ、労働4団体等の統一を完成させた。なお、山岸は“労働戦線統一の功績”により2000年4月に勲一等瑞宝章を受章した。

### 総評系一部左派と共産党系との対立
真柄栄吉総評事務局長（当時）は「右か左かではなく、前へ」と決断し、「進路と役割の承認、国際自由労連（西側諸国・自由主義陣営支持の国際労組）加盟」を表明した。 他方、連合の発足を「労働界の右翼的再編」「反共・労使協調路線」と批判する日本共産党系の「統一労組懇」等は、これに対抗して連合結成と同じ1989年の11月21日に全国労働組合総連合（全労連）を、総評左派系（社会党左派系）の一部は12月9日に全国労働組合連絡協議会（全労協）を結成した。

### 現体制
- 第8代会長：芳野友子（JAM）
  - 会長代行：松浦昭彦（UAゼンセン）
  - 会長代行：川本淳（自治労）
  - 事務局長：清水秀行（日教組）

加盟産別は51産別（友好参加組織2産別を含む）と地方連合会に加盟する組織を合計した組合員数は約699万1千人である（2019年6月30日現在）。産別の数は総評・同盟並立時代に競合していた同業種組合の合併などで減っている。正社員のみを組織対象とした組合が多く、雇用形態の多様化に対応した対応が十分でなかったため、労働省（当時）調査で最大時762万ほどだった組合員は、2006年6月には665万人足らずとなるなど、永らく組織人員数の減少に歯止めがかかっていなかった。しかし、2007年12月発表の、同年6月現在の組織状況では、組合員数675万、対前年比10万1千人の増加となり、久方ぶりの純増を達成した。
結成当時「労働戦線の全的統一が完成されれば、社会的影響力が発揮される」と言われていた。しかし結成以来の組合員数、組織率の減少は連合の社会的地位を低下させた。
ホワイトカラーエグゼンプションへの対応については、集会や厚生労働省の労働政策審議会で反対の意思表示をしているが、広範な反対運動を組織するには至っていない。恒例で行われる春闘やメーデーで集会を催す以外、現状では広範囲な活動が行われておらず（特に、ストライキは全く行っていない）、連合に批判的な勢力などからは資本側となれ合う「御用組合」との批判がなされる。かつては企業側の経営合理化によるリストラなどに対してほぼ容認の姿勢であったが、近年は格差社会の広がりにより労働組合の役割が再確認され、連合も正社員以外に非正規雇用者（アルバイト、パートタイマー、派遣労働者など）の組織化に関して、正社員の抵抗により、消極的である。が、パートの組合員は2003年の約33万1千人から2007年には約58万8千人に微増した。特に、流通や食品関連の労組であるUAゼンセン傘下労組のパート労働組合員の増加が目立っている。国内のパート労働者1,469万人のうち約7.0%が労働組合に加入している計算になる。また、それまで一貫して規制緩和の方向で改正されていた労働者派遣法についても、一定の歯止めがなされるための改正を求めた結果、不十分ではあるものの2012年3月の成立につながった。
一方、消費税増税を含む社会保障・税一体改革関連法案については条件付で容認する見解を示し、その成立に協力したとともに、自民党政権批判層がプライバシー侵害の恐れがあると反対しているマイナンバー制度の採用については最重要課題として容認している。
国民体育大会については、「勝利至上主義で開催地自治体に過大な負担を強いる」として廃止を主張している。

### 歴代会長
任期は2年。
| 代 | 名前       | 出身労組                                     | 期間                          |
| -- | ---------- | -------------------------------------------- | ----------------------------- |
| 1  | 山岸章     | 情報通信産業労働組合連合会                   | 1989（第1回定期大会） ‐ 1995  |
| 2  | 芦田甚之助 | ゼンセン同盟                                 | 1995（第4回定期大会） ‐ 1997  |
| 3  | 鷲尾悦也   | 日本鉄鋼産業労働組合連合会                   | 1997（第5回定期大会） ‐ 2001  |
| 4  | 笹森清     | 全国電力関連産業労働組合総連合               | 2001（第7回定期大会） ‐ 2005  |
| 5  | 高木剛     | 全国繊維化学食品流通サービス一般労働組合同盟 | 2005（第9回定期大会） ‐ 2009  |
| 6  | 古賀伸明   | 全日本電機・電子・情報関連産業労働組合連合会 | 2009（第11回定期大会） ‐ 2015 |
| 7  | 神津里季生 | 日本基幹産業労働組合連合会                   | 2015（第14回定期大会） ‐ 2021 |
| 8  | 芳野友子   | JAM                                          | 2021（第17回定期大会） ‐ 現職 |

### 定期大会

#### 第9回定期大会 (2005年)
2005年10月6日、第9回定期大会で会長選挙があり、前会長が推すUIゼンセン同盟の高木剛と全国ユニオンの鴨桃代が争い、323対107、無効票42で高木が勝ち、新会長となった。ただし、組合員数がUIゼンセン同盟の約0.4％しかない全国ユニオンからの立候補で知名度も無く、労使協調路線を流用する経営側との対決路線の明示や労働者の基本権利を侵害すらする御用組合への批判など左派色の強い主張を唱えた鴨が高木の得票数の約3分の1となった投票結果は、その不意の立候補以上に波紋を広げた。これは、全国ユニオンへの加盟母体である非正規雇用労働者の待遇悪化、及びその多くが大規模組合に加盟する正社員（正規雇用）との「労働者格差」の存在を各労働組合が実感し、現場の声は連合に問題解決への対応を迫っているというメッセージとなった。高木は任期の2年の間に19％にまで低下している組織率を20％に向上させ、非正規雇用者への加盟働きかけを強化するとともに、格差社会是正の一つとしてパートタイム労働法の改正を運動方針の一つに掲げた。

#### 第17回定期大会 (2021年)
2021年10月5日、開催予定の第17定期大会を前に連合の会長候補が期限の9月22日を過ぎても現れず、会長候補の届け出期限を9月30日まで延ばす対応をとった。これは連合の歴史で初である。この間、全国コミュニティ・ユニオン連合会の鈴木剛が立候補を検討することが報じられる等のことがあったが、結局内部の調整の末、神津体制で連合副会長を務めたJAMの芳野友子が会長に昇格した。女性の連合会長は史上初である。また日教組の清水秀行が事務局長に就任することが決まった。官公労系の労働組合出身者が事務局長に就任するのも初である。会長代行にはUAゼンセン会長の松浦昭彦と自治労の川本淳（留任）が就任することが決まった。支持政党だった民進党が、2017年に希望の党との合流騒動を経て立憲民主党と国民民主党に分裂し、今も加盟産別毎に支持政党が割れてしまっていることが、今回の人選が難航した背景にあるとみられる。岸田内閣の松野博一官房長官は10月6日の記者会見で、芳野の会長就任について「ジェンダー平等等、多様性の推進などの取り組みを積極的に行われてきたとうかがっており、引き続き活躍されることを期待する」と話した。

## 目指す政策
税と社会保障制度については、以下の提言を行っている。
- 個人番号（マイナンバー）については、連合結成以来の最重要課題でありとして[17]、税の公平性（クロヨン解消）、ならびに給付付き税額控除の基本的インフラであると強く推進している[13]。
- 消費税については、全国民が広く負担する社会保障の基本的財源と位置づけており、段階的に引き上げるよう求めている[13]。また軽減税率は高所得者優遇であるとして一貫して反対しており、代わって給付付き税額控除の導入を求めている[18]。インボイス制度および益税の解消は、税の公平性確保のために着実に進めるよう求めている[13]。
- 社会保障財源については、世代間格差の不公平の是正が必要であるとして、労働者に負担が集中しないよう、積極的社会保障政策および全世代型社会保障を推進するよう求めている[13]。
- 「収入の壁」をつくりだしている配偶者控除は扶養控除に整理統合し、被用者保険は原則すべての雇用者に完全適用するよう求めている[13]。

## 国政・選挙との関わり

### 連合の会→民主改革連合
全民労協と全民労連（旧・連合）時代から、連合系労組幹部は、日本社会党と民社党の合同を念頭に、「社民勢力の結集」を唱え、その「接着剤」となることを標榜していた。1989年に行われた第15回参議院議員通常選挙において、連合の会で11名の当選者を出し、労組間の路線対立を乗り越えた勢力結集に尽力する。しかし、1992年の第16回参議院議員通常選挙で連合の会公認候補は全員落選。連合の会は1993年には「民主改革連合」に改称し、細川内閣へ連立参加した。

### 自社連立時代
一方、伝統的に社会党を支持してきた旧総評系労組と民社党を支持してきた旧同盟系労組は、連合結成後もそれぞれ総評センターと友愛会議での政治活動を継続した。しかし、まず、1993年の第40回衆議院議員総選挙で社会党が大きく後退した。結果として非自民の細川内閣ができたものの、社会党の威信は大きく低下し、その後連立の組み換えで自民党と組むなどしてしばらく与党に居続けた。旧総評系労組も、自社連立に不満を抱えながらも、社会党への支援を継続した。
その一方、民社党は細川内閣・羽田内閣に参画した後、新生党や公明党などと合併して1994年末に新進党を結成、自社連立政権に対する野党第一党となり、友愛会議系は新進党支援を打ち出した。そのため、連合は政治的スタンスを巡り旧総評系と旧同盟系の間で分裂し、「股裂き」状態になったと評された。1996年の第41回衆議院議員総選挙を前に、民主党が結成されると、旧総評系労組の多くは社民党（社会党が1996年1月に改称）から民主党へ軸足を移した。

### 新・民主党結成後から政権交代前
1997年末の新進党分党後、1998年の参議院選挙を前に、旧小沢一郎系（自由党を結成）・旧公明系（公明党を再結成）以外の主な旧新進党会派と民主党が大同団結する形で新しい民主党が結成された。新党友愛として活動していた旧民社系もこの新・民主党に参加、友愛会議系労組もこれを支援した。旧総評系労組も、連合の「股裂き」を解消するものとして、この動きを歓迎した。そのため、紆余曲折はあったものの、連合内は現在までに民主党支持で大勢が決する形になった。旧総評系・旧同盟系が別々に継続させてきた政治活動・選挙活動についても、1999年の連合政治センター結成により一応統合された。また、同年の連合の大会では、民主党を「基軸」とする政党支持方針が確認された。
2005年9月の第44回衆議院議員総選挙後、民主党代表に就任した前原誠司は、労働組合（連合）、特に官公労との関係を見直し、距離をとるという姿勢を繰り返し示して、連合側が反発した。これには、大阪市の職員厚遇問題などでのイメージ悪化、組織率低下による影響力の低下などで国民からの批判を浴びた連合を抑え、「政策立案を独自に行い政権を担える自立政党」への脱皮を図ろうとする前原執行部の理想と、実際の選挙では自分達が最大の支持組織として活動していると自負する連合側の現実との齟齬による対立があった。また、連合系の民主党議員・一般党員の多くが、前原が唱える日本国憲法の改憲路線、特に自衛隊海外派遣の積極推進や中国脅威論の高唱などの外交・安全保障政策に反発し、さらには「対案路線」を採る前原執行部の主張が小泉純一郎内閣の「構造改革」路線に接近し、小泉から称賛されて大連立まで噂される事態となると、改憲論議自体には柔軟な連合首脳陣まで前原に反発するという疑心暗鬼も重なり、両者の関係は冷え込んだ。
しかし、2006年に前原が任期途中で辞任すると、4月に就任した新代表の小沢一郎は連合との関係修復に腐心した。小沢は元来自民党の実力者だったが、悲願の政権奪取のためには企業団体との関係強化に加えて連合との和解も必要と判断し、融和策を採った。一方、小沢を警戒していた連合側も、小沢の主張に労働者保護などの要素が強まったのを見て支持を強め、民主党との関係も改善されている。第21回参議院議員通常選挙があった2007年には高木会長と小沢が一緒に激戦区を行脚し、選挙の応援に出かけたり労組幹部と会談を持つなど両者の関係は緊密になっていた。

#### ゼロ金利政策と量的緩和における賛否不一致
2001年3月から2006年7月にかけて、日本銀行は景気浮揚とデフレ脱却のための金融政策としてゼロ金利政策（量的緩和政策の一種）を実行した。この政策が解除されることとなった2006年7月に、連合は、解除に否定的な見解を示した。背景として、解除当時も依然として不安定雇用の増大や若者の未就業問題等に起因する格差の拡大、地域・産業・企業間の二極化の動きがまだ起きていたからである。更に、物価情勢も小幅の増加であり、完全に「デフレ脱却」を果たしたとは言い難い状況にあったため、連合は継続を望んだのである。
しかし、連合から支持を受ける国政政党である民主党と社民党は、日本銀行のゼロ金利政策の解除を支持した。

### 民主党政権

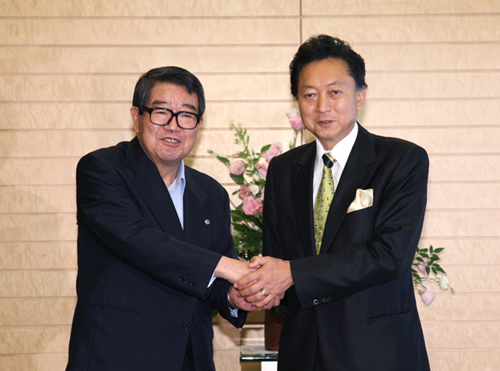
会長の高木剛と内閣総理大臣兼民主党代表の鳩山由紀夫（2009年9月、首相官邸）

2009年9月の民主党・社民党による連立政権成立後は、政権を積極的に支持する意向を固め、民主党側も2010年に行われる第22回参議院議員通常選挙への連合の協力を呼びかけた。一方、連合はこれまで明確にしていなかった原子力政策の態度を明確にし、「原子力発電所の新設」を支持する方針を固めた。民主党は「着実に取り組む」と賛同を得られたが、連立パートナーであり一部の労組が支持する社民党は「脱原発」が党是であるため、社民党との距離が広がった形となった。
またマイナンバー制度は長年の最重要課題であり、民主党はこれをマニフェストとして掲げていた。後の政権で番号制度関連法が成立した際には、連合は事務局長名で「連合結成以来の最重要課題として力を入れて取り組んできた番号制度が今国会で導入されるに至ったことを高く評価する」と表明した。

### 民主党下野後
2012年12月に民主党が下野すると、連合の大会や、連合主催の大きな集会（メーデーなど）においても民主党との連携を維持しながらも旧同盟系労組を中心に自民党・公明党との協力強化を求める意見も出てきた。
古賀伸明会長（当時）は「賃上げすれば必ず消費は上向く」という思想のもと労働者の賃上げを主張しているが、2013年3月7日の定例記者会見で、「安倍政権の要請に応える」という理由でボーナスを積み増している企業が増えている事について、この賃上げが「政権への親和性が強い企業の動きだ」と述べ、連合側には喜ぶ気配がないと報道された。
国会や地方議会に組織内議員や準組織内議員を多数輩出してきたが、原子力発電の存廃、TPPの賛否などを巡っての産別間の対立も鮮明化するようになった。

### 民進党の結党
2016年に民主党が維新の党と合併し、民進党が結成されてからも同党の最大の支持基盤であり続けたが、旧維新の党が官公労を批判してきた経緯から、政党との関係については「支援を強化」（民主党時代）から「連携を図る」（民進党時代）へと表現を後退させた。また、日本共産党との野党共闘については、全労連との確執や原発政策への違いなどを理由に、反共主義を軸とする旧同盟系労組を中心に反対の立場を取った。一方で旧総評系労組を中心に野党共闘に前向きな立場をとる産別も存在し、連合および民進党を二分するようになった。このことが後の民進党分裂につながるようになる。
2016年新潟県知事選挙では、共産、自由、社民推薦で柏崎刈羽原子力発電所の再稼働に反対する民進党新潟5区前総支部長の米山隆一を推薦せず、自公と共に再稼働推進派の森民夫を推薦し、民進党には自主投票を迫り、一部の民進党議員が自主支援の形で米山候補の支援に行ったことに不快感を示した。
2016年に安倍政権が消費税の増税を2年半再延期したことに対しては、「超少子高齢社会が進行する状況で、将来世代に負担を先送りしないためには、消費税率の引上げは予定通り実行されるべき」とし、その延期は社会保障基盤を揺るがすもので、責任は極めて重いとの見解を発表する。

### 民進党の分裂
2017年東京都議会議員選挙では、民進党から都民ファーストの会に移籍した候補者についても推薦する方針を決めた。
2017年9月28日、第48回衆議院議員総選挙に臨み、民進党が希望の党と合流することを決定し、事実上「解党」すると、同日に逢見直人事務局長名で談話を出し、「大きなかたまりとして安倍政権に代わる選択肢を国民に示すことが重要である」とし、一連の流れを支持する姿勢を明らかにした。
しかし同年10月4日、会長の神津里季生は衆院選では特定政党の支援を見送り、民進党出身者を個別に支援する意向を示した。連合内においても旧総評系労組の組織内候補の多くが立憲民主党からの出馬を選択した。
2018年5月7日、民進党が希望の党と合併して国民民主党が設立されると、同盟系組合の自動車総連・電力総連・UAゼンセン、電機連合の組織内議員は国民民主党に参加。その一方で、自治労・日教組・JP労組・情報労連といった総評系組合の組織内議員は国民民主党に参加せず立憲民主党に合流し、股裂き状態となった。国民民主党の結成には、旧民進勢力の再結集を望む連合の後押しもあったが、岡田克也・安住淳ら民進党の重鎮議員も相次いで新党への不参加を表明し、神津は新党不参加者への不快感を口にした。
2019年の第25回参議院議員通常選挙では、低投票率であったこともあり、連合が立憲民主、国民民主両党の議席獲得に貢献し、一定の存在感を見せた。立憲民主から候補者を擁立した5労組（自治労、日教組、JP労組、情報労連、私鉄総連）は、私鉄総連を除き得票数を1割以上減らしたが、いずれも10万票以上を獲得し、同党の著名人候補を上回った。支持率が低迷し、厳しい情勢が伝えられていた国民民主系の労組は組織固めを徹底し、UAゼンセンは過去最高得票となる26万票を獲得するなど、組織の固さを印象付ける結果となった
。連合は9月26日には、静岡県選挙区で立憲・国民両党の候補者が競合したことを念頭に、「主導権争いを繰り広げた両党は、有権者から期待が集まらなかった点を猛省すべきだ」と両党を批判した参院選の総括文書を了承した。
また、立憲民主党は参院選後の8月以降、国民民主党などに院内会派の合流を呼び掛け、9月30日に統一会派が結成されたが、この統一会派は党主導で進められ、連合は会派合流に向けた党首会談を報道機関からの取材で初めて知るなど、蚊帳の外に置かれた。
同年12月に両党は合流に向けた協議を行ったが、党名や政策面で折り合わず、2020年1月に協議が事実上破談。同年6月頃からは新型コロナウイルス終息後の社会をにらんだ政策協定などの名目で、連合が両者を仲介する形で会談を複数回設けた。

### 新・立憲民主党と新・国民民主党の結成以降

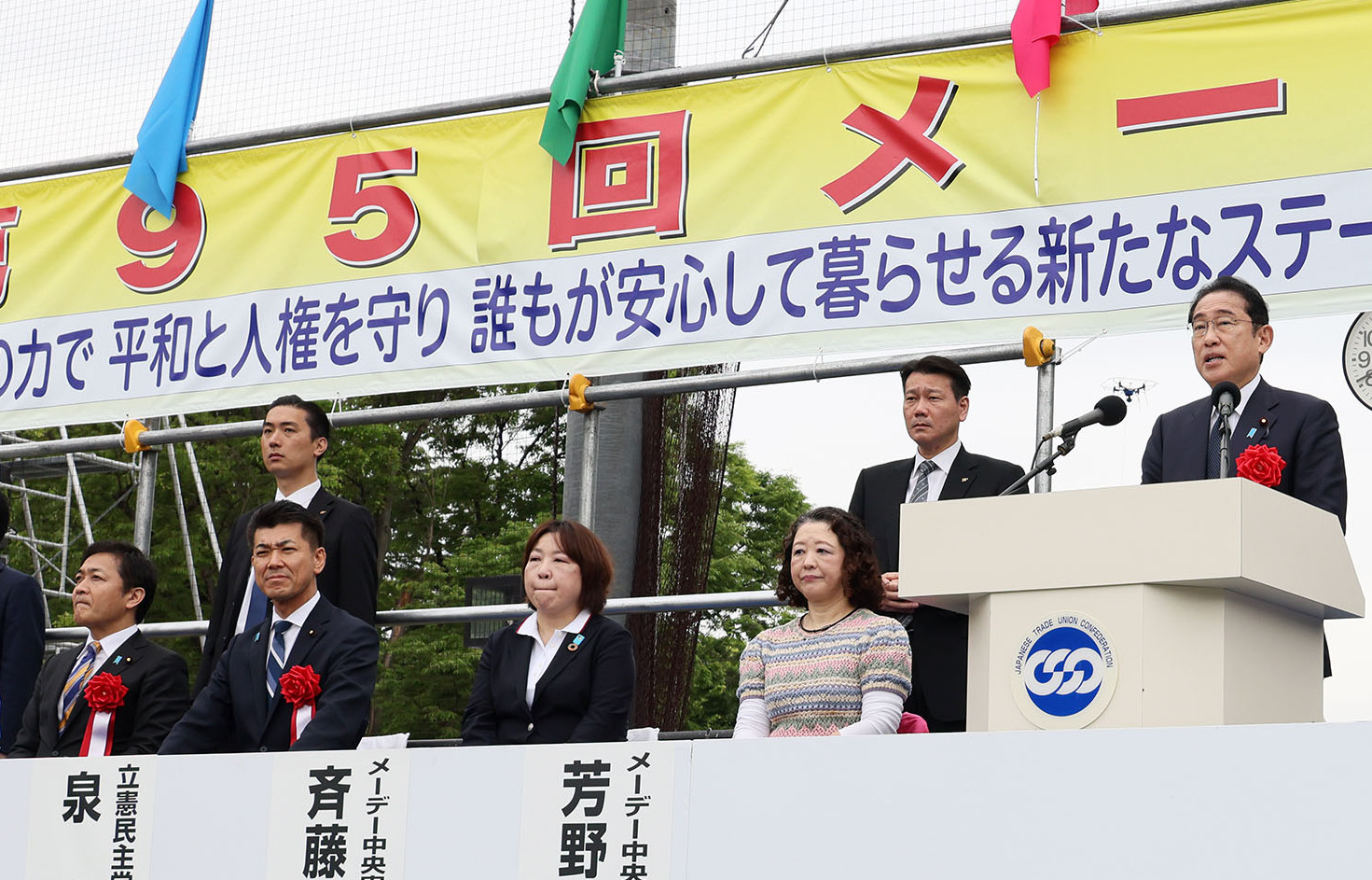
左から、国民民主党代表の玉木雄一郎、立憲民主党代表の泉健太、（1人おいて）会長の芳野、自民党総裁の岸田文雄（2024年4月、メーデー中央大会）

2020年7月には両党の合流協議が再開し、8月7日には両党を解党した上で新党を設立し、結党大会で代表と党名と投票で選出するなどの方針で大筋一致したが、同月11日に国民民主党の玉木雄一郎代表は党内の意見がまとまらないとして、合流賛成派と反対派で党を分割する「分党」を行う方針を発表し、自身は合流新党に加わらない意向を示した。連合の神津会長は国民民主党の分党方針に不快感を示し、傘下の組織内議員に対して合流新党への参加を促した。しかし、9月1日には合流新党の綱領案に「原発ゼロ」の文言が入ったことや、「改革中道」の表現が盛り込まれなかったことを理由に、UAゼンセン、電力総連など国民民主を支援する6つの産別が組織内議員の合流を見送ると決定し、これを受け9人の組織内国会議員が合流新党への不参加を決めた。これに対し神津は「玉木新党なるものに組織内議員が引き寄せられるようなことが仮にあれば、私としてはその政党を支援する考え方には到底行きつかない。私の許容範囲を大幅に超える」と怒りをあらわにし、産別出身議員が玉木ら合流不参加議員による新党に加わらないよう警告した。同月15日、連合は相原事務局長名で談話を発表。「連合は総体として、立憲民主党を支援し、一枚岩で対処していく。」と合流新党として結成された新「立憲民主党」を第一支持政党としつつ、「同日設立大会を迎えた国民民主党はもとより、この間、会派を共にしてきた議員とも連携を強化し、多様な民意を反映する建設的な国会論議の牽引役となることを期待する。」とも表明し玉木新党として結党された新「国民民主党」と社民党にも一定の配慮を見せた。
2021年東京都議会議員選挙に向けては2020年12月に都民ファーストの会と政策協定を締結。前回都議選に引き続き、旧民主党勢力に加えて都民ファーストの会も支援する方針となった。一方、立憲民主党が連携を深める共産党について、神津は「安全保障や日米同盟など国のあり方の根幹にかかわる考え方が違う」と述べ、政権が交代した場合でも連立や閣外協力は「あり得ない」との考えを示した。
7月の都議選では立憲民主党が1～2人区を中心に共産党と候補者の棲み分けを行い、立憲民主党は改選前の8議席から上積みして15議席を獲得した。都民ファーストの会は議席を減らしたものの31議席を獲得した。一方で国民民主党は議席を獲得できず、立憲の安住淳国会対策委員長は共産党との連携に反発する連合東京について「こういう結果が出ている。国民は何議席を取ったのか。（連合東京が）担いだんじゃないの」「リアルパワーは何なのかを冷静に見なければ」と述べた。この安住の発言について国民民主党幹事長の榛葉賀津也は「連合東京もしくは連合本体がリアルパワーでない、ということは断固否定したい」と強く反発した。7月7日には玉木も「都議選で連合の推薦候補を互いに応援する約束だったが、我が党の公認候補ではなく、共産候補を応援する立憲の総支部長がいた。約束に反している」と都議選における立憲民主党の対応に不快感を示し、国民民主党は次期衆院選に向けた連合との政策協定について、立憲民主党を交えた3者協議には応じず、連合と2者で結ぶ方針を決めた。
その後、立憲民主党と国民民主党は7月16日に「現職議員・公認内定者がいる小選挙区は原則、競合候補を擁立しない」「非現職の選挙区調整も政権与党を利さないよう取り組む」とした覚書に両党の選対委員長が署名したが、「比例選挙は小選挙区候補の政党の運動を原則とする」という文言に国民側が反発。その後、8月17日に同文言を削除することで国民側が修正案を了承した。
2021年10月6日、第17回定期大会が開かれた。大会直前まで会長候補が名乗り出ない異例の展開となった。調整の結果、神津体制で連合副会長を務めたJAMの芳野友子が会長に昇格した。女性の連合会長は史上初である。また日教組の清水秀行が事務局長に就任することが決まった。官公労系の労働組合出身者が事務局長に就任するのも初である。会長代行にはUAゼンセン会長の松浦昭彦と自治労の川本淳（留任）が就任することが決まった。支持政党だった民進党が、2017年に希望の党との合流騒動を経て立憲民主党と国民民主党に分裂し、今も加盟産別毎に支持政党が割れてしまっていることが、今回の人選が難航した背景にあるとみられる。
同年10月31日投開票の第49回衆議院議員総選挙では、立憲民主党は公示前勢力を割り込む敗北となった。12月16日に連合は衆院選に関する総括を了承し、立憲民主党について「政権を任せてよいと思える枠組みを示せたかどうか戦術以前に十分な検証が求められる」と指摘し、立憲と共産党の連携について「（連合が一丸となる）困難さを増長させた」と批判した。
2022年1月5日の連合の新年交歓会では岸田文雄首相が自民党の首相としては9年ぶりに出席。岸田が挨拶をした一方、同席していた立憲民主党の泉健太代表や国民民主党の玉木代表は紹介されただけで挨拶の場を与えられなかった。4月18日には芳野会長が自民党の会合に出席する異例の事態が起き、自民シフトないし野党への切り崩しが始まっているとの見方が出た 。
2022年2月には国民民主党が2022年度予算案に賛成。野党が当初予算案に賛成するのは異例のことであったが、芳野は「連合は予算案に反対しているわけではない」とし一定の理解を示した。
同年7月の第26回参議院議員通常選挙に向けては、3年ごとに交互に候補者を擁立していた基幹労連とJAMが、支援政党を国民民主党から立憲民主党に切り替えた。2019年の参院選では旧国民民主党から立候補したJAMの組織内候補が落選しており、JAM幹部は「国会議員の有無で政策実現力も、入ってくる情報のスピードも全く違う。立憲から出すしかなかった」と述べていた。参院選では、立憲民主党から候補者を擁立した5労組（自治労、日教組、JP労組、情報労連、基幹労連&JAM）が組織内候補を当選させた一方、4人の労組候補を立てた国民民主党は3議席に留まり、電機連合出身の矢田稚子参議院議員が苦杯をなめた。
同参院選前の6月上旬には、国民民主幹部が同党を支持する4産別の1つの組織内議員に対し、立憲の現職がいた岩手、新潟、山梨の3選挙区で、自民候補を支援するよう出身労組に働き掛けてほしいと求めていたと2023年8月に毎日新聞が報じた。立憲側がこうした動きを察知して抗議したため表面化しなかったが、参院選では3選挙区とも自民候補が当選した。また、自民党で選対委員長を務めた遠藤利明は選挙後に「三重は自動車総連、新潟は電力総連などが全面的に（自民候補を）支援をしてくれた」と述べ、一部地域で国民民主系の民間労組の自民への接近があったことを示唆した。
2023年度の予算案では国民民主党は反対に回った。第20回統一地方選挙を前に同党を支持する民間労組からも反対が強かったとされる。
2023年9月2日に投開票が行われた国民民主党代表選挙では、玉木と前原誠司が立候補。自公連立政権との連携も排除しない考えを示した玉木が、日本維新の会や立憲民主党の一部との選挙協力に意欲を示した前原を大差で破り代表に再任された。民間労組からは維新の掲げる「解雇の金銭解決」に対する反対論が根強く、前原が連携に意欲を示す維新への警戒感から産別の組織内候補の多くが玉木支持に回ったことも勝敗に影響した。一方で選挙戦では国民民主を支援する四つの主要産別はそれぞれ、組織内の地方議員や党員ら宛てに代表選に関するメッセージを出したが、組織内の国会議員が現職の玉木を支持するのを「尊重する」にとどめ、党内対立の激化を避けたい思惑も見せた。
2023年10月5日に行われた第18回定期大会には、自民党政権の現職首相として2007年の福田康夫首相以来16年ぶりに岸田文雄首相が出席した。
2023年12月、国民民主党内で党の方針と反目する前原は新党「教育無償化を実現する会」を立ち上げ、国民民主党を除籍された。2023年12月21日、記者会見で連合の芳野友子会長は国民民主党を除籍となった経緯を踏まえて、前原と鈴木敦衆院議員の次期衆院選での推薦を当面凍結すると決めた。芳野は、「誰もこうした動きを想定しておらず、組織内に動揺が広がった」と述べた。新党設立を「多くの組織、組合員を混乱、困惑させた」と批判する一方、連合内には期待を寄せる声もあるとして「早計な結論は控えるべきだ」とした。
2024年7月7日に行われた東京都知事選挙では、立憲民主党は共産党とともに蓮舫を支持した。連合はこれに嫌悪感を示し、現職である小池百合子の支持を表明、6月19日に行われた執行委員会で正式決定し、同氏と政策協定を結んだ。選挙は連合が支援した小池氏が3選を果たした一方、立憲民主党・共産党が支援した蓮舫は低迷し、SNSで支持を伸ばした石丸伸二（元安芸高田市長）に反小池票を軒並みもぎ取られる形となり3位に沈んだ。この結果に対し芳野は、共産党との選挙協力を否定する従来の立場を改めて示し、蓮舫の敗北を巡り「共産が前面に出すぎていた。逃げてしまった票もあったのではないか」と懸念を伝えた。
そして2024年10月27日の第50回衆院選ではついに民共共闘が撤回される。立憲民主党・国民民主党が大きく議席を伸ばし、芳野は「共産党と共闘しなくても勝てることが明らかになった」と断言した。

## 組合歌
- 「連合歌」- 作詞：下村勝俊　作曲：宮川泰

## 構成組織
| 組合名                                       | 略称             | 組合員数  | 産業・企業                       |
| -------------------------------------------- | ---------------- | --------- | -------------------------------- |
| 全国繊維化学食品流通サービス一般労働組合同盟 | UAゼンセン       | 1,782,009 | 繊維、化学工業、流通、サービス等 |
| 全日本自動車産業労働組合総連合会             | 自動車総連       | 791,569   | 輸送用機械                       |
| 全日本自治団体労働組合                       | 自治労           | 773,669   | 地方公務                         |
| 全日本電機・電子・情報関連産業労働組合連合会 | 電機連合         | 567,528   | 電気機械                         |
| JAM                                          | JAM              | 343,340   | 機械                             |
| 日本基幹産業労働組合連合会                   | 基幹労連         | 272,850   | 鉄鋼、非鉄金属、造船             |
| 全国生命保険労働組合連合会                   | 生保労連         | 241,749   | 保険                             |
| 日本郵政グループ労働組合                     | JP労組           | 232,869   | 日本郵政                         |
| 日本教職員組合                               | 日教組           | 212,024   | 教育                             |
| 全国電力関連産業労働組合総連合               | 電力総連         | 200,716   | 電気業                           |
| 情報産業労働組合連合会                       | 情報労連         | 192,994   | 情報通信                         |
| 全日本運輸産業労働組合連合会                 | 運輸労連         | 127,881   | 運輸                             |
| 日本化学エネルギー産業労働組合連合会         | JEC連合          | 119,620   | 化学工業、鉱業                   |
| 日本私鉄労働組合総連合会                     | 私鉄総連         | 116,183   | 私営公共交通、自動車学校         |
| 日本食品関連産業労働組合総連合会             | フード連合       | 109,478   | 食品                             |
| 損害保険労働組合連合会                       | 損保労連         | 89,778    | 保険                             |
| 日本鉄道労働組合連合会                       | JR連合           | 77,468    | JR                               |
| 国公関連労働組合連合会                       | 国公連合         | 70,752    | 国家公務                         |
| サービス・ツーリズム産業労働組合連合会       | サービス連合     | 43,062    | 旅行、宿泊                       |
| 全日本海員組合                               | 海員組合         | 45,000    | 水運                             |
| 航空連合                                     | 航空連合         | 47,317    | 航空運輸                         |
| 全日本ゴム産業労働組合総連合                 | ゴム連合         | 44,596    | ゴム                             |
| 全国交通運輸労働組合総連合                   | 交通労連         | 43,719    | 運輸、私営公共交通               |
| 日本紙パルプ紙加工産業労働組合連合会         | 紙パ連合         | 25,499    | パルプ・紙                       |
| 全日本電線関連産業労働組合連合会             | 全電線           | 24,360    | 電線                             |
| 全国ガス労働組合連合会                       | 全国ガス         | 23,366    | ガス                             |
| 印刷情報メディア産業労働組合連合会           | 印刷労連         | 20,045    | 印刷                             |
| セラミックス産業労働組合連合会               | セラミックス連合 | 19,549    | 窯業・土石                       |
| 全日本鉄道労働組合総連合会                   | JR総連           | 16,000    | JR                               |
| 全日本水道労働組合                           | 全水道           | 15,251    | 公営水道・ガス                   |
| 全国農林漁業団体職員労働組合連合             | 全国農団労       | 12,366    | 農林水産業協同組合               |
| 全国自動車交通労働組合連合会                 | 全自交労連       | 10,470    | 道路旅客運送                     |
| メディア・広告・映画演劇労働組合連合会       | メディア労連     | 10,081    | 放送、映画                       |
| 全国労働金庫労働組合連合会                   | 全労金           | 9,176     | 労働金庫                         |
| 保健医療福祉労働組合協議会                   | ヘルスケア労協   | 8,500     | 医療、福祉                       |
| 全日本森林林業木材関連産業労働組合連合会     | 森林労連         | 4,700     | 林業、国有林野事業               |
| 全国労供事業労働組合連合会                   | 労供労連         | 4,371     | 労働者供給事業                   |
| 全国労済労働組合連合会                       | 労済労連         | 4,364     | 共済事業                         |
| 全印刷局労働組合                             | 全印刷           | 3,896     | 国立印刷局                       |
| 全国コミュニティ・ユニオン連合会             | 全国ユニオン     | 2,800     | 一般                             |
| 全国自治団体労働組合連合                     | 自治労連         | 2,729     | 地方公務                         |
| 全国競馬産業労働組合連合会                   | 全国競馬連合     | 2,579     | 競馬                             |
| JAスタッフズユニオン                         | JA連合           | 1,240     | 農協                             |
| 全日本港湾運輸労働組合同盟                   | 港運同盟         | 1,200     | 港湾                             |
| 全造幣労働組合                               | 全造幣           | 759       | 造幣局                           |
| 日本建設産業職員労働組合協議会               | 日建協           | 38,157    | 建設（友好参加組織）             |
| 日本高等学校教職員組合                       | 日高教           | 5,995     | 教育（友好参加組織）             |

### 解散した組合
- 日本炭鉱労働組合（炭労、2004年）
- 統計労働組合（2005年）
- 全日本造船機械労働組合（全造船機械、2016年）[81]

### 離脱した組合
- 全国化学労働組合総連合（化学総連、2016年）[82]
- 全国信用金庫信用組合労働組合連絡会議（全信労連、2018年）[83]
- 全国銀行員組合連合会議（全銀連合、2022年）[84]

### JR東労組の凋落
連合の下部組織で、組織単体としては最大勢力を誇ったのが、全日本鉄道労働組合総連合会（JR総連）に加盟している東日本旅客鉄道労働組合（JR東労組／JREU）であったが、2018年に組合員数を大幅に減少させた。
JR東労組は、急進的かつ戦闘的な左派の労働組合であるが、組織率も2017年2月の時点では約80%と高く、『労使共同宣言』を行っている会社側に対して最も影響力がある労組と見られていた。ただし、これはあくまで「ひとつの組織」として最大、というものであり、実際には親会社と系列企業の労組を別組織にしている企業があり、企業体内で労組連合を作っていること（トヨタなど）もあるため、それらをひとつの労組とみなした場合にはその限りではないが、JR東日本という単体で非常に公共性の高い企業に対し意見ができることは、連合内部で大きなアドバンテージであった。実際、2017年2月にJR東労組の執行部（当時）は「スト権を確立した、いつでも戦える」と宣言している。
ところが2018年2月、春闘の労使交渉において、実際にスト権行使を会社に通告したところ、会社側は「『労使共同宣言』の失効」を通告、大量の組合員が「労使関係の崩壊」と言って脱退し始めた。この背景には、過激な組織運営に以前から組合員が不満をいだいていたことや、一部の過激な指導者によって、企業に対する労働組合として逸脱する主張が実施されていること、不当労働行為が行われたことなどが挙げられる。
JR東労組執行部（当時）はスト中止を宣言するが、その後も脱退は止まらず、結果的に46,500人のマンモス労組から約32,000人が脱退、組合員数は約13,540名に減少した。かろうじて第一労組の面目は保ったものの、従来の戦闘的な労働運動が成立しない情勢であることを証明してしまう結果になった。2020年に入ってからもさらに脱退・分裂は続き、2020年2月には組合員数はついに10,000人の大台を割り込み、2020年4月現在では5,000人強にまで激減している。
その後、JR東労組は闘争方針の失敗を認め、執行部を刷新したものの、連合に加盟している単体での最大労組の座は西日本旅客鉄道労働組合（JR西労組）に明け渡した。旧総評系の動労の系譜であるJR東労組と異なり、JR西労組は鉄労の流れをくむ旧民社党系の労使協調型労組であり、かつ原則、政治には不介入と言う立場をとっている。また、JR東日本の労働組合には旧鉄労系・旧鉄産総連系を主体に旧動労系非主流派なども加わって結成された東日本ユニオンもあるが、そちらも組織の内紛などから脱退者が相次ぎ、2018年以降にJR東労組を脱退した組合員らの受け皿にはなりえなかった。なお、東日本ユニオンを脱退した旧鉄労系の一部はジェイアール・イーストユニオン（JREユニオン）を結成し、JR西労組などが加盟しているJR連合にも加盟している。

## 地方組織
地方連合会は47都道府県全てにあり、正式名称は「日本労働組合総連合会○○都道府県連合会」、通称は「連合○○」である。地方ブロック連絡会は北海道（本部：札幌市）、東北（同：秋田市）、関東（東京都港区）、東海（名古屋市）、北陸（富山市）、近畿（大阪市）、中国（広島市）、四国（高松市）、九州（福岡市）にある。

## 協力関係にある団体
シンクタンク
- 連合総合生活開発研究所（連合総研）

法律系の団体
- 日本労働弁護団

労働者福祉に関する団体
- 労働者福祉中央協議会（中央労福協）
- 全国労働者共済生活協同組合連合会（こくみん共済 coop）
- 全国労働金庫協会（労金協会）

国際交流と教育に関する団体
- 国際労働財団（JILAF）
- 教育文化協会（ILEC）

退職者に関する団体
- 日本退職者連合（退職者連合）

社会運動に関する団体
- フォーラム平和・人権・環境（平和フォーラム）
  - 戦争をさせない1000人委員会